# Širokoúhlý objektiv

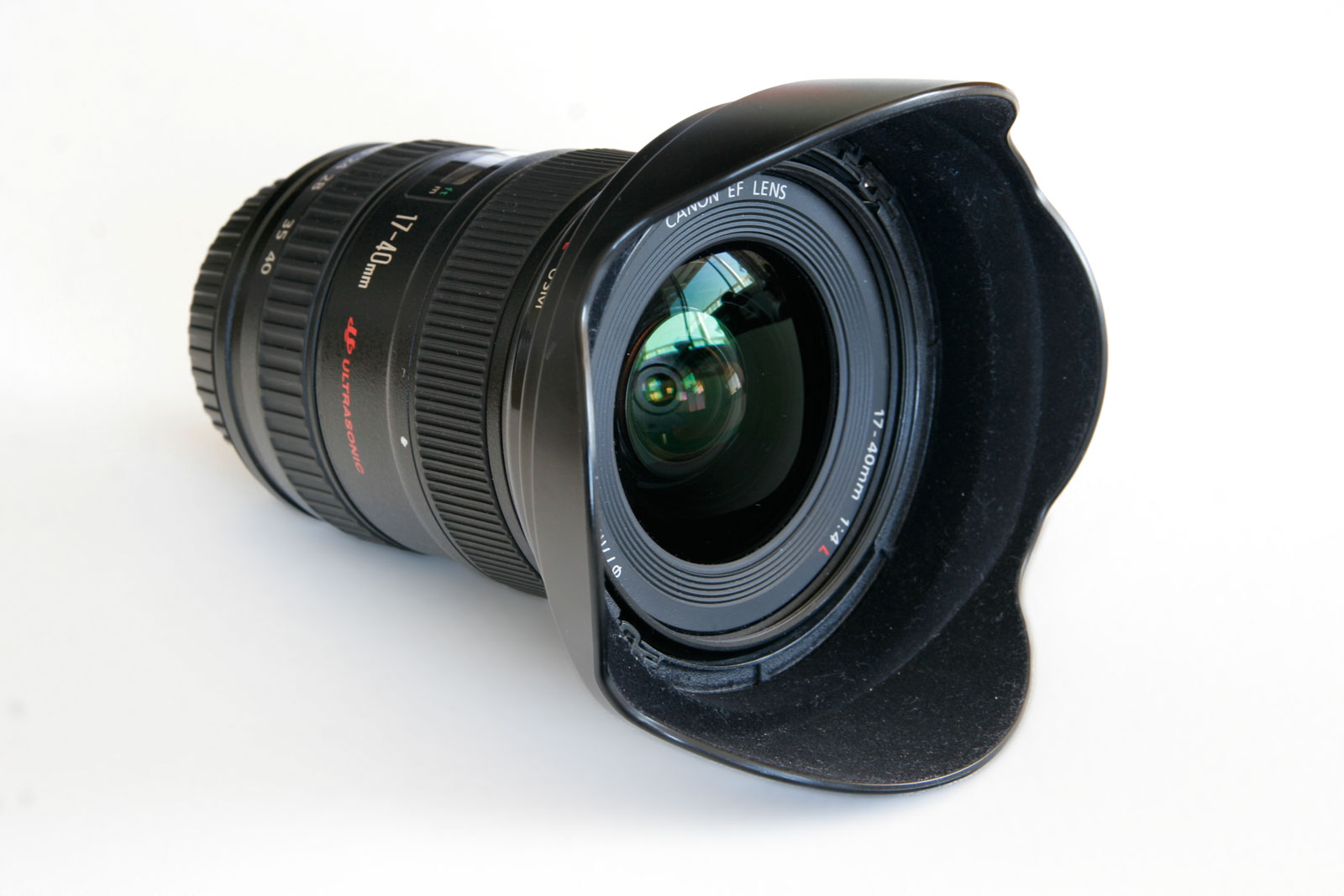
Jeden ze širokoúhlých objektivů - Canon 17-40 mm f/4 L retrofocus zoom objektiv

Širokoúhlý objektiv je objektiv ve fotografii a kinematografii, jehož ohnisková vzdálenost je podstatně kratší než ohnisková vzdálenost normálního objektivu pro velikost obrazu vytvořeného fotoaparátem, což může být dáno rozměry políčka obrazu na rovině filmu pro filmové fotoaparáty (filmový formát)  nebo rozměry fotosenzory pro digitální fotoaparáty.
Podle konvencí je ve fotografii ohnisková vzdálenost normálního objektivu pro daný formát zhruba rovná délce úhlopříčky políčka obrazu nebo digitálního čipu. V kinematografii je za "normální" objektiv považováno o něco delší ohnisko.
Existuje jednoduchý vzorec pro výpočet zorného pole jakéhokoli objektivu, který vytváří obdélníkový obraz. Dodatečně k poskytnutí širšího zorného pole je obraz vytvořený širokoúhlým objektivem citlivější na deformaci perspektivy než obraz vytvořený normálním objektivem, protože se obvykle používá mnohem blíže k fotografovanému objektu.

## Širokoúhlé objektivy pro 35 mm formát

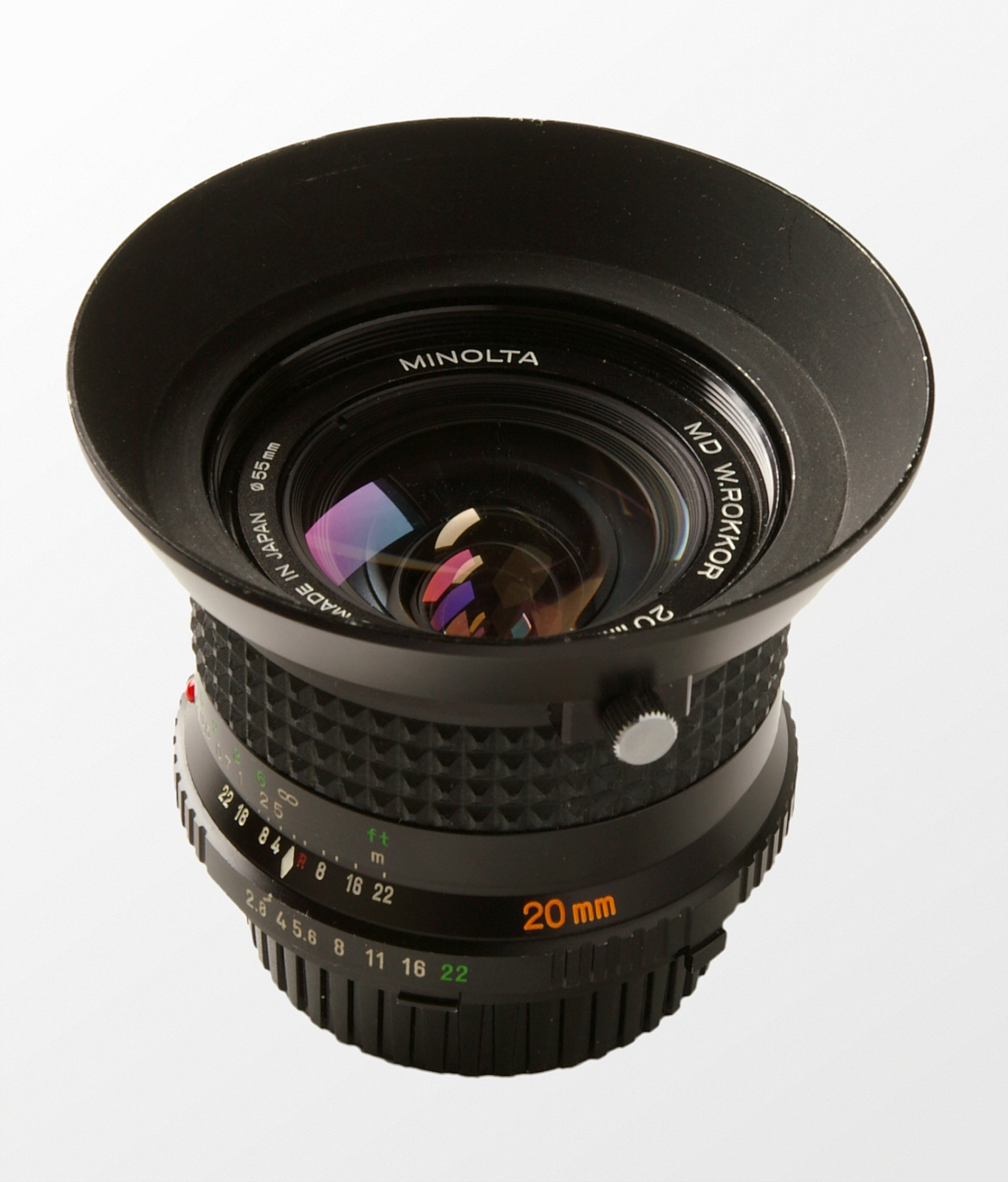
Objektiv pro zrcadlovky Minolta

Pro celopolíčkový (full-frame) 35 mm fotoaparát s formátem 36 mm × 24 mm měří úhlopříčka 43,3 mm a podle zvyku je za normální objektiv adoptovaný většinou výrobců považováno 50 mm ohnisko. Takže, podle stejného měřítka, je objektiv jehož ohnisková vzdálenost je 35 mm a méně považován za širokoúhlý.
Běžné širokoúhlé objektivy pro celopolíčkový fotoaparát jsou 35, 28, 24, 21, 18 a 14 mm. Mnoho objektivů v tomto rozsahu vytvoří víceméně obdélníkový obraz na rovině filmu (i když se zde obvykle projeví určitý stupeň soudkovitého zkreslení).
Extrémně širokoúhlé objektivy, které nevytvářejí obdélníkový obraz, se nazývají rybí oka. Běžné ohniskové vzdálenosti těchto objektivů jsou 6 až 8 mm (ty vytvářejí kruhový obraz) pro 35 mm fotoaparát. Objektivy s ohniskovou vzdáleností 14 až 16 mm mohou být navrženy buď jako obdélníkové nebo jako rybí oka.
Širokoúhlé objektivy existují v obou typech, jako pevná ohniska i jako zoomy. Pro 35 mm fotoaparáty se mohou vyskytovat objektivy, které vytvářejí obdélníkové obrazy s ohniskovou délkou až 10 mm, včetně zoom objektivů s rozsahem 2:1, které také začínají od 12 mm.